# Reinout Carel van Tuyll van Serooskerken
Reinout Carel baron van Tuyll van Serooskerken (Utrecht, 25 maart 1798 - aldaar, 20 april 1882), vrijheer van Heeze en Leende 1843-, was generaal-meester van de Munt (muntmeester) van de Munt in Utrecht.
Hij was de oudste zoon van Jan Diederik van Tuyll van Serooskerken en erfgenaam van het landgoed Kasteel Heeze. Aangezien hij muntmeester in Utrecht was, liet hij het kasteel aan de andere kinderen, van wie Ursula Adèle Aurore van Tuyll van Serooskerken het langste op het kasteel zou leven.
Reinout Carel promoveerde in Utrecht in 1823 bij prof. J.F.L. Schröder op een proefschrift in de wis- en natuurkunde, getiteld: Disputatio mathematica inauguralis de latitudine, ex observatis duabus astrorum altitudinis computanda.
Hij trouwde in 1825 met Maria Agnes van Marselis Hartsinck (1796-1868), maar overleed kinderloos.
- CiNii: DA16501264
- Gemeinsame Normdatei: 1055114246
- International Standard Name Identifier: 0000 0003 9746 4532
- Mathematics Genealogy Project: 113520
- Nederlandse Thesaurus van Auteursnamen: 07317193X
- Virtual International Authority File: 22489236
- WorldCat: E39PBJpjb786V3TH7RXY44kv73